# Cryptoblepharus leschenault
Espèce
Synonymes
- Ablepharis leschenault Cocteau, 1832
- Ablepharus boutonii var. furcata Weber, 1890
- Ablepharis boutonii leschenault Cocteau, 1832

Statut de conservation UICN

 LC  : Préoccupation mineure
Cryptoblepharus leschenault est une espèce de sauriens de la famille des Scincidae.

## Répartition
Cette espèce se rencontre :
- au Timor oriental ;
- en Indonésie dans les îles de Damer, de Wetar, de Timor, d'Alor, de Lembata, de Florès et de Banda Besar.

Sa présence est incertaine sur l'île de Semau.

## Étymologie
Cette espèce est nommée en l'honneur de Jean Baptiste Leschenault de la Tour.

## Publication originale
- Cocteau, 1832 : Ablepharis. Magasin de zoologie, vol. 2, classe 3, point 1 (texte intégral).